# McCord Bend (Misuri)
McCord Bend es una villa ubicada en el condado de Stone en el estado estadounidense de Misuri. En el Censo de 2010 tenía una población de 297 habitantes y una densidad poblacional de 353,93 personas por km².

## Geografía
McCord Bend se encuentra ubicada en las coordenadas 36°47′15″N 93°30′11″O / 36.78750, -93.50306. Según la Oficina del Censo de los Estados Unidos, McCord Bend tiene una superficie total de 0.84 km², de la cual 0.76 km² corresponden a tierra firme y (9.57%) 0.08 km² es agua.

## Demografía
Según el censo de 2010, había 297 personas residiendo en McCord Bend. La densidad de población era de 353,93 hab./km². De los 297 habitantes, McCord Bend estaba compuesto por el 95.96% blancos, el 0.34% eran afroamericanos, el 0.67% eran amerindios, el 0.34% eran asiáticos, el 0% eran isleños del Pacífico, el 0% eran de otras razas y el 2.69% pertenecían a dos o más razas. Del total de la población el 2.69% eran hispanos o latinos de cualquier raza.